# Paul Winkhaus
Paul Winkhaus (* 28. Dezember 1862 in Oeckinghausen; † 13. Mai 1933 in Bad Wildungen) war ein deutscher Arzt und Politiker (DDP) im Fürstentum bzw. Freistaat Waldeck.

## Leben
Winkhaus war der Sohn des Kaufmanns Hermann Heinrich Winkhaus (1820–1894) und dessen Ehefrau Lina Winkhaus geborene von Berg (1837–1894). Er besuchte die Volksschule in Oeckinghausen und die Höhere Bürgerschule in Halver. 1877–1882 besuchte er das Archigymnasium in Soest, wo er das Abitur ablegte. Winkhaus studierte zunächst an der Rheinischen Friedrich-Wilhelms-Universität Bonn und der Albert-Ludwigs-Universität Freiburg Medizin. Nach der Reception im Corps Rhenania Freiburg (1883) zeichnete er sich einmal als Consenior und zweimal als Senior aus. Er wechselte an die Universität Marburg und wurde am 24. November 1884 auch im Corps Teutonia zu Marburg recipiert. Er bewährte sich auf der (für Mehrbändermänner üblichen) Zweiten Charge. Er legte in Marburg im Wintersemester 1887/88 das Staatsexamen ab und wurde in Leipzig zum Dr. med. promoviert. Er wurde Urologe und war Assistent bei Wolrad Marc (* 1847) in Nieder-Wildungen. 1890 ließ er sich dort als Arzt nieder. Im Wintersemester 1890/91 bildete er sich in seinem Spezialgebiet an der Universität Wien weiter. Er heiratete am 13. April 1891 in Halver Clara Emilie Berghaus aus Oberbrügge. Von 1896 bis 1933 war er Chefarzt des Kurkrankenhauses Helenenheim. Er erhielt den Ehrentitel Sanitätsrat.
Er gehörte im Kaiserreich der Fortschrittlichen Volkspartei an und war in vielen Wahlkämpfen Redner für seine Partei. Nach der Novemberrevolution gehörte er zu den Gründern der DDP. Bei der Wahl zur Waldecker Landesvertretung 1919 trat er als deren Spitzenkandidat an. 1919–1921 war er für die DDP Abgeordneter und Landtagspräsident in der Verfassungsgebenden Waldeck-Pyrmonter Landsvertretung. Nach seinem Ausscheiden aus dem Landtag rückte Jakob Euler nach und Heinrich Kramer wurde neuer Landtagspräsident. Winkhaus war langjähriger Stadtverordneter und Stadtverordneten-Vorsteher in Bad Wildungen.
Verheiratet war er seit 1891 mit Clara Berghaus aus Oberbrügge. Er ist Bruder von Fritz Winkhaus. Sein älterer Bruder Heinrich Winkhaus (1857–1902) war praktischer Arzt in Lüdenscheid. Beide waren Marburger Teutonen.